# Roșu, Suceava
Roșu este o localitate componentă a municipiului Vatra Dornei din județul Suceava, Bucovina, România.
 Acest articol despre o localitate din județul Suceava este deocamdată un ciot. Puteți ajuta Wikipedia prin completarea lui.